# Cuijiaqiao (köpinghuvudort i Kina, Hunan Sheng, lat 28,70, long 112,00)
Cuijiaqiao (kinesiska: 崔家桥, 崔家桥镇) är en köpinghuvudort i Kina. Den ligger i provinsen Hunan, i den södra delen av landet, omkring 110 kilometer nordväst om provinshuvudstaden Changsha. Antalet invånare är 16 845. Befolkningen består av 8 221 kvinnor och 8 624 män. Barn under 15 år utgör 17,0 %, vuxna 15-64 år 71 %, och äldre över 65 år 10,0 %.
Runt Cuijiaqiao är det tätbefolkat, med 397 invånare per kvadratkilometer. Närmaste större samhälle är Xiushan, 12,2 km söder om Cuijiaqiao. I omgivningarna runt Cuijiaqiao växer i huvudsak blandskog.
Genomsnittlig årsnederbörd är 1 680 millimeter. Den regnigaste månaden är maj, med i genomsnitt 312 mm nederbörd, och den torraste är december, med 46 mm nederbörd.